# Weisses Bachl
Das Weisse Bachl ist ein Bach in der Gemeinde St. Jakob in Defereggen (Bezirk Lienz). Der Bach entspringt an der Ostseite der Rieserfernergruppe und mündet nördlich der Patscher Alm in die Schwarzach.
Das Weisse Bachl entspringt unterhalb der Südostflanke des Rothorns knapp oberhalb der Waldgrenze. Das Weisse Bachl fließt von seinem Quellgebiet in östlicher Richtung durch den Oberhauser Zirbenwald und mündet nach nur rund 700 Metern von rechts in die Schwarzach. Das Einzugsgebiet des Weissen Bachl liegt zwischen dem Einzugsgebiet des Kranewittlegergraben im Norden und jenem des Patscher Bachs im Süden.